# Chrysoperla comanche
Chrysoperla comanche is een insect uit de familie van de gaasvliegen (Chrysopidae), die tot de orde netvleugeligen (Neuroptera) behoort. 
Chrysoperla comanche is voor het eerst wetenschappelijk beschreven door Banks in 1938.